# Bolovo
Ovo à escocesa (em inglês: Scotch egg), também conhecido no Brasil como bolovo, é um salgado que consiste de um ovo cozido envolto em carne moída e depois empanado na farinha de rosca e frito.

## Fama
O nome "bolovo" se tornou bem conhecido no Brasil após o programa Hermes e Renato ter feito um especial de Natal, especial este que apresentava uma esquete sobre os "perigos do Bolovo".

## Receitas
Várias receitas existem para o salgadinho, que obviamente já era popular antes do programa (embora não fosse tão amplamente conhecido por este nome). Geralmente a massa é feita com farinha de trigo, manteiga e caldo de galinha, e nem sempre carne moída é utilizada. O ovo do recheio pode variar também, podendo ser cozido inteiro, picado, ou mesmo versões menores do quitute, com ovos de codorna. Existem também vertentes para o modo de utilização da carne. Há aqueles que defendem que a carne é somente incorporada à massa. Para outros deve se retirar o interior do ovo cozido, misturá-lo com carne e introduzir esta mistura no próprio ovo, para então ser empanado e frito já na forma de bolovo.